# Alley oop

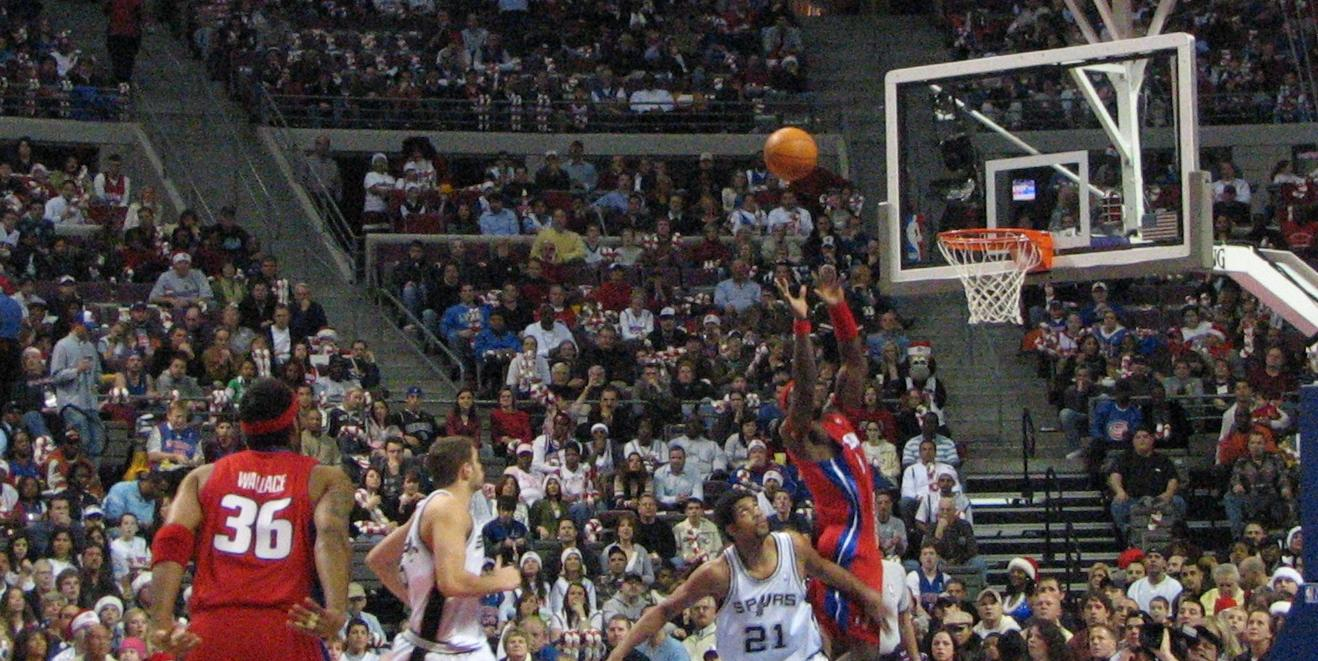
Rasheed Wallace (#36) z týmu Detroit Pistons zahrává akci Alley oop a nachází bývalého spoluhráče Bena Wallace v blízkosti koše. Snímek je z roku 2005.

Alley oop je basketbalová útočná akce, kdy hráč hází míč do blízkosti obroučky na spoluhráče. Ten vyskočí, míč ve vzduchu chytí a zasmečuje do koše.
Jde o velice efektní akci, která zvedá publikum ze sedadel. Zahrát Alley oop je velice obtížné, je třeba, aby se oba hráči domluvili řečí těla. Přihrávající hráč musí být schopen vystihnout pohyb smečujícího hráče a nasměrovat mu přesnou a dobře načasovanou přihrávku.
Akci Alley oop zahráli jako první bratři Al a Gerald Tuckerové na univerzitě Oklahoma Baptist University v polovině šedesátých let dvacátého století.